# 권익현
권익현(權翊鉉, 1934년 2월 17일 ~ 2017년 6월 4일)은 대한민국의 군인, 정치인으로 제 11, 12, 14, 15대 국회의원을 지냈다.

## 생애

### 일생
본관은 안동(安東)이고 호는 혜강(惠剛)이다. 경상남도 산청군에서 출생했으며 육군사관학교 11기로 맹호부대 혜산진부대 제1대대장으로서 월남전에 참전하여 을지무공훈장을 받았으며 대통령 표창을 받았다. 육군 대령으로 예편 후 삼성정밀주식회사 전무이사를 지냈으며 1981년 경상남도 산청·함양·거창 지역구에서 제 11대 국회의원으로 당선되었다. 민주정의당 사무총장 및 대표최고위원 등을 역임하였으며 2013년까지 새누리당 상임고문을 지냈다.

### 이력

#### 육군 활동
1951년에 육군사관학교 제 11기로 입교하였고 1955년 10월 졸업과 동시에 육군 소위로 임관하였다. 그 후 1974년 대령으로 예편하기까지 다음과 같은 경력을 거쳤다.
- 1962년 중앙정보부 감찰실 정보과장
- 1963년 소령 진급
- 1964년 육군보안사령부 내사과장
- 1967년 중령 진급. 육군보안사령부 정보처장
- 1968년 육군대학 입교(1년 수료)
- 1969년 1월 주월사 맹호부대 혜산진부대 제1대대장으로 월남 동수안에 주둔
- 1969년 을지무공훈장 수훈
- 1970년 육군본부 참모총장비서실 보좌관
- 1970년 육군 대령 진급. 대통령 표창.
- 1971년 육군본부 인사운영감실 대령과장
- 1972년 육군 제 26사단 76연대장
- 1973년, 윤필용 사건에 연좌되었으나 대법원에서 무죄 판결을 받아 1974년 8월 16일, 육군 대령으로 예편하였다.

### 정치 활동
군에서 예편 후에는 연세대 경영대학원을 나왔으며 전경련 국제경영원 최고경영자과정을 수료한 후 1978년부터 1980년까지 삼성정밀주식회사 상무이사로 재직하다가 1980년 제 2무임소장관 보좌관(차관급)에 임명되었다. 1981년 경상남도 산청·함양·거창 지역구에서 제 11대 국회의원으로 당선되어 정계에 입문하여 1982년에는 민주정의당 사무총장, 1984년에는 민주정의당 대표위원을 지냈다. 1985년에는 동일 지역구에서 제 12대 국회의원으로 선출되었으며 민주정의당 상임고문, 한일의원연맹회장 등을 역임하였다. 1987년 헌법개정 당시 헌법개정8인정치회담에 민정당 대표로서 참가하였다. 1992년에는 비례대표로서 제 14대 국회의원에 선출되었고 1996년에는 산청·함양 지역구에서 제 15대 국회의원에 선출되었다. 1990년에는 민주자유당 상임고문, 1995년에는 신한국당 상임고문에 임명되었으며 1997년부터 2012년까지 한나라당 상임고문을 지냈고 2012년부터 이듬해 2013년까지 새누리당 상임고문을 지냈다.

## 학력
- 능인고등보통학교 졸업
- 대한민국 육군사관학교 11기
- 대한민국 육군고급부관학교 졸업
- 대한민국 육군보병학교 졸업
- 대한민국 육군공병학교 졸업
- 대한민국 육군기갑학교 졸업
- 대한민국 육군포병학교 졸업
- 대한민국 육군대학 졸업
- 대한민국 국방대학교 졸업
- 연세대학교 경영대학원 경영학 석사

### 비학위 수료
- 전국경제인연합회 국제경영원 최고경영자과정 수료
- 중앙대학교 국제경영대학원 최고경영자과정 수료

## 상훈

### 훈장
- 1965년  4등 근무공로훈장
- 1967년  보국훈장 3.1장
- 1969년  화랑무공훈장, 월남국 은성무공훈장, 을지무공훈장
- 1970년  미국 Army Commendation Medal, 대통령 표창 (2회)

### 기타
- 2008년 불자대상 수여

## 가족 관계
- 배우자 : 신덕임
  - 아들 : 권준혁
  - 장녀 : 권혜경
    - 첫째 사위 : 김태기

  - 차녀 : 권혜정
    - 둘째 사위 : 임태희

  - 삼녀 : 권희정
    - 셋째 사위 : 김태은

  - 4녀 : 권혜진
    - 넷째 사위 : 홍영탁

  - 5녀 : 권혜수
    - 다섯째 사위 : 남기현

## 역대 선거 결과
|  | 32.41% |

|  | 54.51% |

|  | 38.5% |

|  | 43.74% |